# Арабська ліберальна федерація
Арабська ліберальна федерація – це мережа ліберальних політичних партій, організацій та активістів з арабських країн. Вона була сформована у 2008 році у Каїрі під назвою Мережа арабських лібералів (NAL). Першим президентом було обрано Ваеля Навара з єгипетської партії Ель-Гад. У 2011 році мережа була перейменована на Арабський альянс за свободу і демократію, реагуючи на негативні конотації, які термін "ліберал" має в деяких арабських країнах. У березні 2016 року Альянс був перейменований у свою нинішню назву, використовуючи термін "ліберал" як ідеологічну ідентифікацію.
Мережа афілійована з федерацією Liberal International та отримує підтримку від європейської партії ALDE та німецького Фонду Фрідріха Науманна, а також від VVD Нідерландів.

## Лідери
У березні 2016 року ALF зібрався у столиці Тунісу, Тунісі, щоб обрати нових лідерів.
Махмуда Алайлі з FEP (Єгипет) було обрано президентом, а Мохамед Оуззіна з MP (Марокко) обрано генеральним секретарем.
Колишні лідери:
2008-2012: Ваель Нуввара – партія Ель-Гад – Єгипет
2012-2016: Саед Караджех - Форум вільної думки - Йорданія
2016-... : Махмуд Алайлі - Партія вільних єгиптян - Єгипет

## Учасники
- Єгипет
- Ліван
- Марокко
- Мавританія
- Сомалі
- Судан
- Туніс
- Йорданія